# Ǥ
Ǥ, ǥ (G со штрихом) — буква расширенной латиницы. Используется в колтта-саамском языке, где обозначает звук [ʝ], а также в языках кадивеу, где обозначает звук [ɢ], и квакиутль.
Буква использовалась для записи северносаамского языка (в старой орфографии) и обозначала велярный носовой согласный в древнеисландской орфографии, предложенной в первых грамматических трактатах.
Также «Ǥ» является графическим знаком криптовалюты под названием Gridcoin.